# Meta Menz

Meta Menz, Dresden, 1931

Meta Menz (* 11. April 1906 in München; † 10. Jänner 1990 in Wien) war eine deutsch-österreichische Balletttänzerin. Sie war ab Ende der 1920er Jahre als Tänzerin und Perkussionistin in Mary Wigmans Truppe sowie ab 1931 auch als Lehrende an der Mary-Wigman-Schule tätig. Anschließend war sie Solotänzerin am Stadttheater in Münster, an den Städtischen Bühnen in Freiburg im Breisgau sowie Ballettmeisterin und Solotänzerin am Stadttheater Baden bei Wien.

## Leben

Meta Menz und der Pianist Hanns Hasting (1905–1961) 1931 als beide Mary Wigman auf ihrer USA-Tournee begleitet haben. (Foto: Herman Mishkin (1870–1948))

Ursula Richters Fotografie der 1931 in der Dresdner „Komödie“ erfolgten Aufführung von Georg Kaisers und Mischa Spolianskys „Revuestück in neun Bildern“ „Zwei Krawatten“. Meta Menz, die für die Choreographie der Dresdner Aufführung verantwortlich war, ist die zweite von links.

Obwohl Meta Menz die Aufnahmeprüfung an der Akademie der bildenden Künste in München bestanden hatte, besuchte sie stattdessen ab 15. April 1926 Mary Wigmans Dresdner Schule für modernen Tanz. Ihr Studium finanzierte sie „zum großen Teil durch geräuschrhythmische Begleitung [von Mary Wigmans] Solo-Programmen.“ An der Dresdner Wigman-Schule war sie „als Assistentin, Lehrerin für Geräuschrhythmik und Leiterin des Tanz-Gruppenstudios“ tätig. 1930 wirkte sie beim Münchner Tänzerkongress als Tänzerin in dem von Mary Wigman choreografierten und von Albert Talhoff geschaffenen Chorwerk Das Totenmal zu Ehren der Toten im Ersten Weltkrieg mit. Im Oktober 1931 choreografierte sie die Tänze für die in der Dresdner „Komödie“ erfolgte Aufführung des von Georg Kaiser geschriebenen und von Mischa Spoliansky komponierten „Revuestück[s] in neun Bildern“ Zwei Krawatten, die von „Damen der Wigmanschule“ [Katia Bakalinskaja, Marjory Hyder, Edith Lenk, Meta Menz, Ursula Schaube und Ruth Wilton] umgesetzt wurden. Im Winter 1930/31 und im Winter 1932/33 begleitete Menz Mary Wigman auf zwei mehrmonatigen Amerika-Tourneen und sorgte mit diversen Perkussionsinstrumenten, wie Gongs, Zimbeln, Trommeln und Klanghölzern, für die musikalische Begleitung von Wigmans Solo-Tänzen. Zwischen 1934 und 1936 war Menz 1. Solotänzerin am Stadttheater in Münster. Anlässlich der Olympia-Festspiele tanzte sie 1936 erneut in der Mary-Wigman-Gruppe in Berlin und studierte daneben bei Tatjana Gsovsky. Anschließend war sie 1. Solotänzerin und stellvertretende Tanzmeisterin an den Städtischen Bühnen in Freiburg im Breisgau. Ende 1939 übersiedelte Meta Menz nach Wien, wo sie im August 1941 den Cafétier Hans Weigel (1902–1978) heiratete. Er war Cousin und Pflegebruder der Tänzerin Vera Zahradnik, die in den 1930er-Jahren gemeinsam mit Meta Menz mit Mary Wigman zusammengearbeitet und diese auf deren Tourneen begleitet hat. Zwischen September 1941 und September 1942 war Meta Menz Ballettmeisterin und Solotänzerin am Stadttheater Baden in Baden bei Wien, bevor sie sich um ihre sterbenskranke Schwester, die Cembalistin Julia Menz (1901–1944), gekümmert hat. Nach deren Tod hat sich Meta Menz im April 1944 an der Akademie der bildenden Künste Wien beworben und wurde in die Allgemeine Malerschule von Herbert Dimmel aufgenommen. Nach dem Zweiten Weltkrieg hat sie gemeinsam mit ihrem Mann Hans Weigel das familieneigene „Café Koralle“ in der Wiener Porzellangasse geleitet.
Meta Weigel wurde am 29. Jänner 1990 am Neustifter Friedhof (Gruppe J, Reihe 14, Nummer 19) begraben.

## Familiäres
Als Tochter des Münchner Architekten Friedrich Ludwig Menz (1864–193?) und seiner Gattin Anna Maria Menz (geborene Welk) (1869–1949) war Meta Menz die Schwester der Pianistin, Cembalistin und Reiseschriftstellerin Julia Menz sowie Schwägerin der Trickfilmzeichnerin, Graphikerin und Kinderbuchillustratorin Susi Weigel, deren Bruder sie 1941 geheiratet hat. Er war zugleich Cousin und Pflegebruder der Tänzerin Vera Zahradnik, die in den 1930er-Jahren gemeinsam mit Meta Menz mit Mary Wigman zusammengearbeitet und diese auf deren Tourneen begleitet hat.

## Quellen

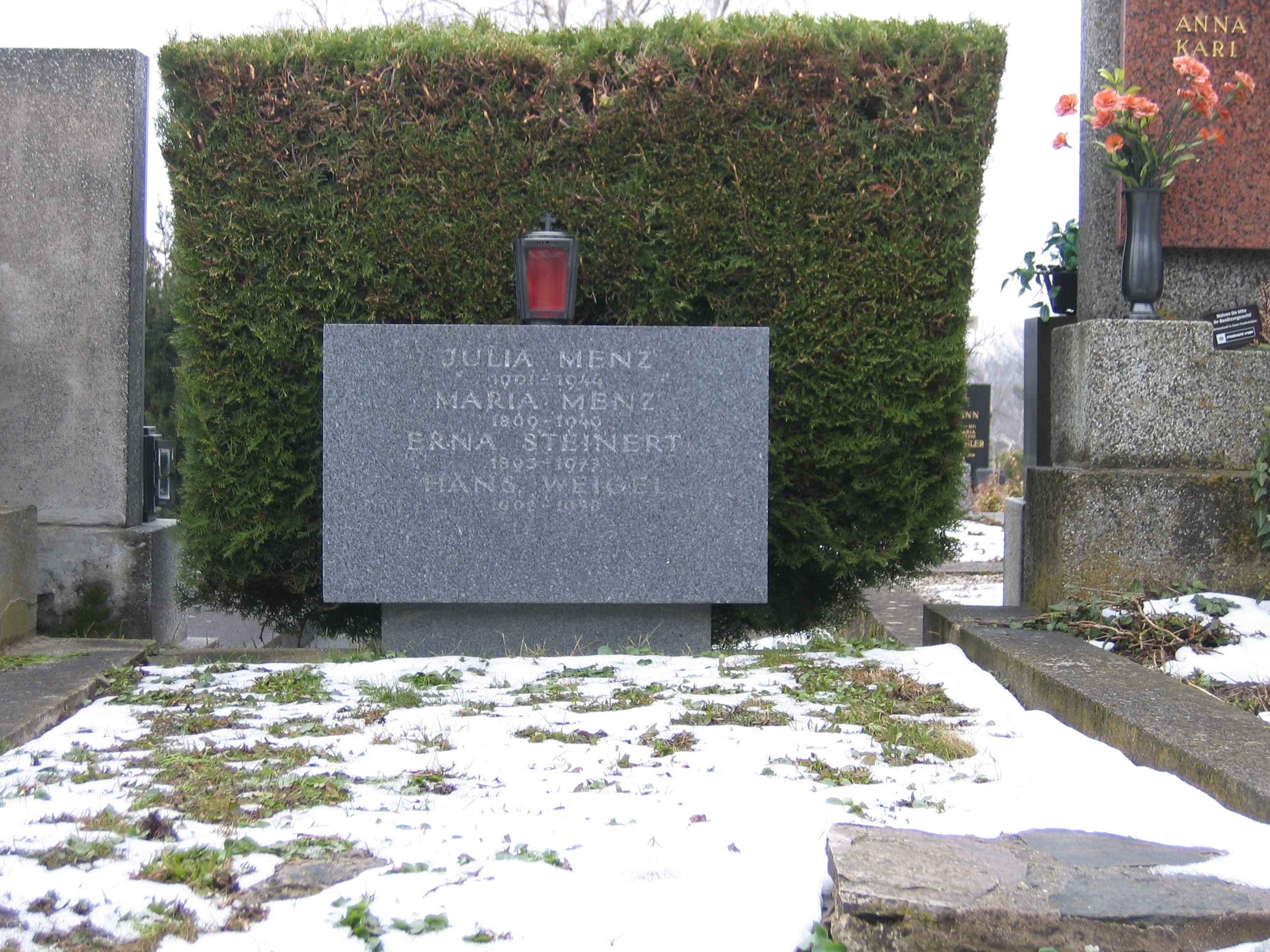
Menz-Weigel-Grab: Neustifter Friedhof (Gruppe J, Reihe 14, Nr. 19)